# Iwan Wassiljewitsch Prokofjew
Iwan Wassiljewitsch Prokofjew (russisch Иван Васильевич Прокофьев; * 18. Jahrhundert; † 1845) war ein russischer Kaufmann und führender Aktionär der Russländisch-Amerikanischen Kompagnie (RAK).

## Leben
Prokofjew leitete das Moskauer Kontor der RAK bis 1822. Er lebte nun als Kommerzienrat in St. Petersburg. Auch betreute er Alexander Kaschewarow, der in der Kronstädter Steuermann-Schule ausgebildet wurde und später Hydrograph der RAK war.
In dieser Zeit verschlechterten sich aufgrund von Korruptionsskandalen die Beziehungen zwischen der russischen Regierung und dem RAK-Direktorium, dem Michail Buldakow als Vorsitzender, W. W. Kramer, A. I. Sewerin und I. O. Selenski angehörten. Die wirtschaftliche Situation der RAK litt unter dem Ukas Alexanders I., nach dem sich ausländische Seefahrer und Kaufleute den Küsten Russisch-Amerikas nicht mehr als 100 italienischen Meilen nähern durften und der zur Verkündung der Monroe-Doktrin beitrug. Als die RAK kurz vor der Insolvenz stand und W. W. Kramer wegen seiner Veruntreuungen das Direktorium der RAK 1824 verließ, wurde Prokofjew ins Direktorium gewählt, der sogleich Maßnahmen zur Rettung der RAK ergriff. Als Michail Buldakow sich 1827 aus den Geschäften zurückzog, wurde Prokofjew zum Direktoriumsvorsitzenden gewählt, obwohl er bis dahin nur 10 Aktien der RAK besaß, während Buldakow 299 Aktien besessen hatte und der regierende Kaiser 60 Aktien besaß. Der im Amt gebliebene Direktor A. I. Sewerin und der 1824 ins Direktorium gewählte Kaufmann Nikolai Iwanowitsch Kussow wurden Prokofjews engste Mitarbeiter. Der Assistent Kirill Chlebnikow des RAK-Gouverneurs Ferdinand von Wrangel in Nowo-Archangelsk wurde 1835 ins Direktorium gewählt, aber er starb bereits 1838 in St. Petersburg.
Prokofjew war der letzte Vertreter der Kaufmannschaft, der den RAK-Direktoriumsvorsitz wahrnahm. Während nach den bisherigen Satzungen  von 1799 und 1821 die RAK eine private Pelzhandelsgesellschaft war, übertrug die neue Satzung von 1844 der RAK auch die Verwaltung Russisch Amerikas, und den Direktoriumsvorsitz sollten Staatsbeamte, in diesem Fall Militärpersonen, wahrnehmen. Die bisherigen kaufmännischen Direktoren behielten ihre Ämter, aber ihr Einfluss war nur noch gering. Auf der Hauptversammlung im Dezember 1844 wurde Ferdinand von Wrangel zum Direktoriumsvorsitzenden gewählt, während Prokofjew, Sewerin, Kussow als Direktoren bestätigt und Oberst Wladimir Politkowski hinzugewählt wurden. Als Prokofjew 1845 starb, wurde Generalleutnant Wladislaw Klüpfel Direktor.
Prokofjew war 1832 zum Ehrenmitglied der St. Petersburger Philharmonischen Gesellschaft gewählt worden.
Prokofjews Namen trägt die von Prokofi Kosmin 1829 entdeckte Prokofjew-Insel der Schantarinseln im Südwesten des Ochotskischen Meers.